# Ігнатій Якуб Масальський
Ігнатій Якуб Масальський (пол. Ignacy Jakub Massalski, 22 липня 1727, за іншими відомостями 30 липня 1726 або 22 липня 1729, Олекшиці поблизу Гродно — 28 червня 1794, Варшава) — єпископ віленський з 1762 року, відомий також як меценат. Представник роду Масальських.

## Біографія
Син віленського каштеляна і гетьмана Великого князівства Литовського Михайла Юзефа Масальского і Франциски Масальської, уродженої княжни Огінської.
З дитинства готувався до духовного сану. У п'ятнадцять років став каноніком віленського капітулу. Навчався з 1745 року в місіонерській семінарії у Варшаві; продовжив навчання в Римі, де отримав ступінь доктора теології та філософії. Після повернення з Італії став референдарем литовським і прелатом віленським.
Прагнув до лібералізації релігійного життя в Литві; за його ініціативою була реорганізована Віленська католицька семінарія та оновлена її програма (1763); до програми були включені історія Литви, польська література, французька мова. Домагався того, щоб сільське нижче духовенство у своїй діяльності користувалося мовами, зрозумілими для пастви. Пропагував ідеї фізіократів, заохочував освіту селянства. У Віленській католицькій єпархії створював мережу початкових шкіл при костелах, написав шкільну програму.
Підтримував архітекторів Вавжинця Ґуцевича і Мартина Кнакфуса, художника Франциска Смуглевича. Його стараннями і на його кошти був реконструйований віленський Кафедральний собор Святого Станіслава і Святого Владислава.
У 1772 році погодився на перший поділ Речі Посполитої.
Став членом Едукаційної комісії Речі Посполитої (Комісія народної освіти, Komisja Edukacji Narodowej) і першим головою в 1773-1776 роках. Одночасно в 1774 році був розпорядником фонду публічної освіти. Звинувачений у зловживаннях, залишив посаду голови (1777), але членом комісії продовжував залишатися до смерті.
У 1774 році виступив у Сеймі за звільнення селян від кріпацтва та наділення їх землею. У тому ж році перевів частину селян свого маєтку біля Ігумена (тепер Червень) з панщини на чинш.
Був противником Конституції 3 травня (1791). Приєднався до Тарговицької конфедерації (1792). Брав участь у сеймі в Гродно, який підтвердив другий поділ Речі Посполитої (1793). У 1794 році під час повстання Костюшка був заарештований і без суду страчений (повішений) в Варшаві.
Прах був перевезений до Вільно в 1795 році і похований у Кафедральному соборі Святого Станіслава і Святого Владислава.